# Валя-Борош
Валя-Борош (рум. Valea Boroș) — село у повіті Харгіта в Румунії. Входить до складу комуни Лунка-де-Жос.
Село розташоване на відстані 234 км на північ від Бухареста, 24 км на північний схід від М'єркуря-Чука, 139 км на південний захід від Ясс, 103 км на північ від Брашова.

## Населення
За даними перепису населення 2002 року у селі проживали 434 особи, з них 432 особи (99,5%) угорців. Рідною мовою 432 особи (99,5%) назвали угорську.